# Dong Fang Hong I
Dong Fang Hong I (traditionella kinesiska: 東方紅一號, förenklade kinesiska: 东方红一号, pinyin: Dōngfānghóng Yīhào) är den första kinesiska satelliten som sköts upp den 24 april 1970. Raketen som sköt upp Dong Fann Hong I var Chang Zheng 1. Satellitens syfte var kommunikations- och radiosändning.
Planeringen av satelliten började redan på 1960-talet då Mao Zedong gav ett dekret att starta Kinas rymdprogram, och Kinas rymdteknologiska akademi grundades 1968. Dong Fann Hong I:s utvecklare anses vara Qian Xuesen, som var akademins förste ordförande.. 
Satellitens sändning avslutades i juni 1970.
År 2020, Dong Fang Hong I:s femtionde årsdag, firades en rymddag i Kina den 24 april.